# Пресерви

Пресерви

Пресе́рви, також презе́рви (від пізньо-лат. praeservo — «запобігаю») — група товарів (здебільшого риба), які розфасовані у тару, але не підлягали стерилізації. Завдяки відсутності термічної обробки, у продукті зберігаються вітаміни, нестійкі до температури, а також смакові якості. Вміст пресервів зберігається від швидкого псування за допомогою додавання до них кухонної солі ( концентрація від 6 до 9 %) та антисептиків. Як антисептики використовують бензойнокислий натрій (Е211) або сорбат калію (Е202). Після виготовлення пресерви повинні деякий час дозріти, при цьому змінюється їх смаковий та ароматичний букет та поліпшуються смакові якості. У торговельній мережі важливо забезпечити постійне зберігання пресервів у холодильнику та своєчасну реалізацію, щоб запобігти перезріванню та псуванню продукції.
Найрозповсюдженіші пресерви з солоно-пряної риби, рідше — з солоно-маринованої, виготовлені з оселедцевих (кілька, салака, оселедець). Риба може бути розділена на філе (анчоуси, кілька), філе-шматочки або філе-рулети (оселедець, скумбрія тощо). Пресерви можуть бути упаковані у скляну, металеву або пластикову тару.